# Convention de jeux de rôle amateurs
 (juillet 2022).
Si vous disposez d'ouvrages ou d'articles de référence ou si vous connaissez des sites web de qualité traitant du thème abordé ici, merci de compléter l'article en donnant les références utiles à sa vérifiabilité et en les liant à la section « Notes et références ».

Le logo principal de la CJDRA est aussi celui du forum de jeu de rôle Pandapirate.

La Convention de jeux de rôle amateurs plus connue sous le sigle CJDRA fut une rencontre française de jeu de rôle dont l'ambition était d'offrir la possibilité à des auteurs de jeux de rôle amateurs de faire découvrir leur travail au public. 
Cette convention gratuite se tenait annuellement en région parisienne et connut un succès, tant sur le plan de la fréquentation que de l'estime. L'édition d'avril 2007 a été annoncée comme la dernière par ses organisateurs bénévoles pour qui elle était devenue trop chronophage. Les organisateurs dressèrent en guise de bilan le constat que leur convention avait permis la reconnaissance du jeu de rôle amateur. La qualité de l'organisation, de l'accueil et l'ambiance unique de la convention, notamment grâce à la façon d'organiser les parties, fut également citée par les participants au crédit de la CJDRA.
La convention visait la promotion du jeu de rôle amateur et la convivialité, le thème retenu pour chaque édition était facultatif, les meneurs étaient libres de faire jouer les scénarios de leur choix. Un logo différent à chaque édition mettait en scène le panda en fonction du thème choisi.

## Historique
La première édition fut organisée en février 2001 dans le club de jeu de rôle de Fontenay-en-Parisis par l'un des membres, et regroupa une cinquantaine de personnes. Le thème proposé était Pirates.
La seconde édition reçu l'aide de la FFJDR grâce à laquelle l'appui du service de la jeunesse de la ville de Fontenay en Parisis avait été obtenu. Elle se déroula en mai 2002 avec le Space opera comme thème avec un effectif de 70 personnes environ. Elle eut lieu le jour du deuxième tour de l'élection présidentielle et fut pour cette raison arrêtée à 17h00 pour permettre aux participants de voter.
La troisième édition se déroula dans des conditions similaires avec une équipe renforcée essentiellement recrutée sur le forum du Panda Pirate, son thème était l’Espionnage. Elle accueillit 90 visiteurs et pour la première fois ses comptes ne furent pas déficitaires.
Pour la quatrième édition, les organisateurs fondèrent l'AOCJDRA, une association loi 1901 destinée à faciliter leurs relations avec l'ensemble de leurs interlocuteurs (assurances, fournisseurs..). Composée de 6 membres, elle  réunit en mai 2004 120 participants sur le thème de l’horreur.
En mai 2005, la cinquième édition de la CJDRA se déplaça dans les locaux de l'Epita avec l'appui de son club de jeu de rôle : l'Antre. Avec la guerre comme thème, elle attira 170 joueurs. 
La sixième édition se déroula à nouveau dans les locaux de l'Epita le 6 et 7 mai 2006 sur le thème de l’enfer. Elle attira 116 joueurs et proposa 40 tables de jeux. La bourse au scénario fut améliorée pour l'occasion par un système de tirage aléatoire permettant de traiter équitablement les situations où un trop grand nombre de joueurs souhaitaient participer à la même partie. 
La CJDRA permit de faire découvrir des jeux amateurs ayant été édités tels que : Pavillon Noir, RAS, Exil, Brain Soda, Elfirie, Mousquetaires de l'ombre, Palimpseste, Crimes, les Fables Ludiques, Imputrescible, Tigres volants...

## Déroulement de la convention
La convention qui se déroulait sur deux jours sans interruption nocturne était organisée autour de deux périodes de jeu qui duraient environ 4 heures, un premier service l'après-midi et un second le soir. Des évènements annexes comme par exemple des tables rondes visaient à permettre à la communauté rôliste française d'échanger ses points de vue. 
Les joueurs effectuaient leurs choix de parties à l'occasion de la bourse aux scénarios, il s'agissait d'une présentation publique d'une minute maximum par les meneurs au cours de laquelle tous les participants étaient réunis. Au fil des éditions, certains créateurs de jeu présentèrent leur partie en costume et/ou suivant une mise en scène afin de séduire le public. Ce moment d'humour et d'éloquence constituait un moment fort de la convention au point que certains visiteurs y assistaient sans intention de jouer. 